# Mistrzostwa Świata Juniorów w Curlingu 1978
Mistrzostwa Świata Juniorów w Curlingu 1978 – turniej, który odbył się w dniach 10-17 marca 1978 w szwajcarskim Grindelwaldzie. Mistrzami świata juniorów zostali Kanadyjczycy.
Była to czwarta edycja mistrzostw świata juniorów w curlingu. Po raz pierwszy odbyły się one w Szwajcarii. W turnieju wzięło udział 10 drużyn męskich.

## Reprezentacje
| Państwo           | Czwarty          | Trzeci              | Drugi             | Otwierający    |
| ----------------- | ---------------- | ------------------- | ----------------- | -------------- |
| Dania             | Tommy Stjerne    | Oluf Olsen          | Steen Hansen      | Peter Andersen |
| Francja           | Yves Tronc       | Pascal Pagliano     | Christophe Boan   | André Jouvent  |
| Kanada            | Paul Gowsell     | John Ferguson       | Douglas McFarlane | Kelly Stearne  |
| RFN               | Rainer Schöpp    | Wolfgang Artinger   | Norbert Petrasch  | Christoph Falk |
| Norwegia          | Sjur Loen        | Morten Søgaard      | Roar Rise         | Tom Søgaard    |
| Stany Zjednoczone | Jeff Tomlinson   | Ted Purvis          | Curtis Fish       | Marc McCartney |
| Szkocja           | Colin Hamilton   | Douglas Edwardson   | Trevor Dodds      | David Ramsay   |
| Szwajcaria        | Felix Luchsinger | Thomas Grendelmeier | Danny Strelif     | Ueli Bernauer  |
| Szwecja           | Thomas Håkansson | Per Lindeman        | Lars Lindgren     | Erik Björemo   |
| Włochy            | Massimo Alvera   | Franco Sovilla      | Stefano Morona    | Dennis Ghezze  |

pogrubieniem oznaczono skipów.

## Rozgrywki

### Round Robin
| Państwo           | W | P |
| ----------------- | - | - |
| Kanada            | 8 | 1 |
| Szkocja           | 8 | 1 |
| Szwecja           | 6 | 3 |
| Norwegia          | 5 | 4 |
| Stany Zjednoczone | 5 | 4 |
| RFN               | 4 | 5 |
| Szwajcaria        | 4 | 5 |
| Dania             | 3 | 6 |
| Francja           | 1 | 8 |
| Włochy            | 1 | 8 |

     Awans do półfinału
     Awans do tie-breaku

### Tie-break
Norwegia -  Stany Zjednoczone 6:5

### Play-off
|  |           |           |           |         |   |       |        |       |
|  | Półfinały | Półfinały | Półfinały |         |   | Finał | Finał  | Finał |
|  | Półfinały | Półfinały | Półfinały |         |   | Finał | Finał  | Finał |
|  |           |           |           |         |   |       |        |       |
|  |           |           |           |         |   |       |        |       |
|  | 1         | Kanada    | 4         |         |   |       |        |       |
|  | 1         | Kanada    | 4         |         |   |       |        |       |
|  | TB        | Norwegia  | 3         |         |   |       |        |       |
|  | TB        | Norwegia  | 3         |         |   | 1     | Kanada | 4     |
|  |           |           |           |         |   | 1     | Kanada | 4     |
|  |           |           | 3         | Szwecja | 2 |       |        |       |
|  | 2         | Szkocja   | 3         | Szwecja | 2 | 4     |        |       |
|  | 2         | Szkocja   |           |         |   |       |        |       |
|  | 3         | Szwecja   | 5         |         |   |       |        |       |
|  | 3         | Szwecja   | 5         |         |   |       |        |       |
|  |           |           |           |         |   |       |        |       |

## Klasyfikacja końcowa
|  | Mistrzowie świata juniorów     |
|  | Wicemistrzowie świata juniorów |
|  | 3 miejsce                      |

| Państwo           | Skip             |
| ----------------- | ---------------- |
| Kanada            | Paul Gowsell     |
| Szwecja           | Thomas Håkansson |
| Szkocja           | Colin Hamilton   |
| Norwegia          | Sjur Loen        |
| Stany Zjednoczone | Jeff Tomlinson   |
| RFN               | Rainer Schöpp    |
| Szwajcaria        | Felix Luchsinger |
| Dania             | Tommy Stjerne    |
| Francja           | Yves Tronc       |
| Włochy            | Massimo Alvera   |